# Niketas Chalkoutzes
El patrikios Niketas Chalkoutzes (en griego: Νικήτας Χαλκούτζης) fue un general bizantino, el primer miembro atestiguado de la familia Chalkoutzes, y más notable por su recuperación de Chipre de los árabes en 965.
Es el primer miembro atestiguado de la familia Chalkoutzes o Chalkoutses, cuyos miembros se mencionan esporádicamente hasta el siglo XIII. Es mencionado por primera vez por Skylitzes y Cedreno en 956, cuando dirigió una embajada a la corte del Emir Hamdanida de Alepo, Sayf al-Dawla, quien en ese momento estaba involucrado en una amarga lucha con los bizantinos. Según los cronistas bizantinos, Sayf se llevó a Chalkoutzes con él en una incursión en territorio bizantino, pero Chalkoutzes sobornó a sus guardias y logró escapar con sus sirvientes durante una emboscada a las fuerzas de Sayf por León Focas el Joven en un barranco.
Luego, Cedreno atribuye a Chalkoutzes la recuperación de Chipre (la isla había sido un condominio árabe-bizantino desde finales del siglo VII) y su anexión total al Imperio bizantino. El evento solo se cubre brevemente y no se dan detalles en las fuentes, mientras que su fecha se ubica comúnmente en la segunda mitad de 965, pero puede ser un poco anterior, tal vez incluso a mediados de 964. Chalkoutzes fue probablemente el primer gobernador bizantino (strategos) de la isla después de eso.